# پلی‌دد
پلی‌دد نام یک استودیوی بازیسازی مستقل دانمارکی است که دفتر آن در شهر کپنهاگ قرار دارد. این استودیو در سال ۲۰۰۶ میلادی توسط آرنت ینسن و دینو پاتی تأسیس شد و در سال ۲۰۱۰ اولین بازی خود را با عنوان برزخ (لیمبو) بر روی ایکس‌باکس لایو عرضه کرد که با بازخوردهای بسیار خوبی مواجه شد.محصول مورد استقبال دیگر این استودیو (اینساید) است.